# 貞平親王
貞平親王（さだひらしんのう、生年不詳 - 延喜13年3月6日（913年4月15日））は、平安時代前期から中期にかけての皇族。清和天皇の皇子。官位は三品・神祇伯。

## 経歴
貞観15年（873年）貞平を含む清和天皇の皇子7名・皇女4名が親王宣下を受ける。のち、上野太守・神祇伯を歴任し、位階は三品に至った。
醍醐朝の延喜13年（913年）3月6日薨去。

## 官歴
- 貞観15年（873年） 4月21日：為親王[1]
- 時期不詳：四品
- 寛平4年（892年） 3月13日：見上野太守[2]
- 時期不詳：三品。神祇伯[3]
- 延喜13年（913年） 3月6日：薨去（三品）[4]

## 系譜
『尊卑分脈』による。
- 父：清和天皇
- 母：藤原良近の娘
- 妻：不詳
  - 女子：一条君 - 京極御息所女房、後撰和歌集歌人